# Јелена Милојковић Ђурић
Јелена Милојковић-Ђурић (Београд, 2. децембар 1931 — 22. јун 2019) била је српска историчарка, антрополог и музиколог, члан Српске академије наука и уметности.

## Образовање

### Рано школовање
Рођена је у Београду 2. децембра 1931. године. Школовање је започела у Француском забавишту по жељи свог оца Борислава Милојковића, који је био поклоник француске културе. Након тога, уписана је у Српско-немачку основну школу, која је одлично прирпемила за касније студије германистике. Похађала је Другу женску гимназију у улици Краљице Наталије, где је матурирала 1950. године. Њено музичко образовање се упоредо одвијало у Музичкој школи Мокрањац, где је први учитељ био композитор Миховил Логар.

### Студије на Музичкој Академији и Филозофском факултету
Уписала је Музичку Академију 1950. године, како би даље наставила своје музичко образовање, а тамо је посебну пажњу придавала Историји музике и Фолклористици. Упоредо је студирала на Филозофском факултету, где се 1951. године уписала на катедри за Германистику, која се тада налазила у Капетан-Мишином здању. Познати професор Перо Сљепчевић је држао своја чувена уводна предавања о значајним студијама посвећеним Германистици. Пратио га је његов тадашњи асистент, а касније професор немачке књижевности Миљан Мојашевић, чија је предавања о немачкој књижевности редовно слушала. Уписала је немачки језик и књижевност, енглески језик и књижевност као и француски језик. Проучавање немачке, енглеске, француске и руске књижевности је било од великог значаја за њен даљи интердисциплинарни рад посвећен историји српске и европске културе. По апсолвирању на Германистици 1955. године, студирала је од 1955. до 1957. године на Универзитету у Стокхолму и Универзитету у Упсали, где је дипломирала 1957. године са главним предметима Словенски језици и књижевност, Музикологија и Компаративна етнологија.
Своје студије на Универзитетима у Стокхолму, а посебно у Упсали, су је упутиле на даље проучавање битних веза између књижевних, ликовних и музичких дела омеђених значајним историјским поглављима у европским оквирима.
Слична инстердисциплинањна укрштања следила је даље током постдипломских студија на Музичкој Академији у Београду. Пријавила се на конкурс Министарства Просвете за упис на трећи степен студија и била примљена, где је академик Станојло Рајчић подржао њену кандидатуру. Започела је магистарске студије 1958. године и била је међу првима уписаних на Одсеку историје музике, уз стипендију Министарства Просвете. Положила је завршни испит 28. јуна 1963. године и тиме стекла степен магистра. Диплому је потписао декан Музичке Академије Душан Сковран и ректор Уметничке академије Бруно Брун, 2. јула 1966, и носи печат Уметничке академије у Београду.

## Допринос радио програму
Повремено је сарађивала са међународним програмом Југословенске Радиодифузије. Написала је текст и приредила музичке примере за циклус емисија посвећених славним српским манастирима, по наруџбини Француске националне радиодифузије. Исти програм је потом био емитован и у Канади. Емисија је била поновљена неколико пута, и носила је наслов Певајући манастири
Написала је такође низ емисија у оквиру Радио-школе емитованих на таласима Радио Београда.

## Каријера
Њено прво запослење је било на Факултету позоришне уметности. Пријавила се на конкурс 1963. и била изабрана за предавача за предмет Историја музике. Највише пажње је посветила драмским и музичким делима намењеним позоришној сцени. На том положају је остала до 1966. године. У истом периоду била је сарадник Музиколошког инсититута Српске академије наука и уметности.

### Академски рад
Наставила је проучавање и писање студија и есеја о српској и европској култури, разматрајући интердисциплинарне везе и подстицаје. Тај прилаз је касније још више разрадила, посебно у својој докторској дисертацији, која је пружила нова тумачења књижевног, музичког и ликовног стваралаштва насталог у међуратном периоду. Током 1968. предавала је на Славистичкој катедри Универзитета у Болдеру.
Касније, од 1972. до 1974. године, предавала је руски језик и књижевност на једном тексашком универзитету. У периоду од 1974. до 1976. године, била је на постдипломском усавршавању у Берлину, на познатим образовним институцијама, међу којима је Висока техничка школа, где је уписала Компаративну књижевност код професора Норберта Милера, као и Музичку и уметничку авангарду међуратног периода код професора Карла Далхауса. На Слободном универзитету у Берлину уписала је Компаративну етнологију код проф. Рајнхарта.

#### Рад на докторској дисертацији
Од 1979. до 1981. године уписала се на Историјску катедру Филозофског факултета са започетом докторском дисертацијом Музика као део српске културе између два светска рата. Њен ментор је био професор и академик Радован Јеарџић, који је од почетка увидео значај предложене теме и пружио пуну подршку.
У својој дисертацији истакла је да су многа књижевна и уметничка дела настала током двадесетих и почетком тридесетих година сведочила о тежњи за испитивањима нових стваралачких путева. По избијању економске кризе и заоштравању политичке и друштвене ситуације, приметна је извесна цезура у авангардном уметничком стварању, као и повезивање на многолика завештања духовне традиције. Преиспитивања, како људских, тако уметничких ставова, у данима слутње и неизвесности подстицала су на трагање за дубљим смислом и улогом уметничког дела у оквиру друштвене заједнице. Промене у стваралачком и људском ставу обухватале су многе кљижевнике и уметнике, како у Србији, тако и широм света. Отуда сутада настајала књижевна и умтеничка дела обједињена као сведочанства људске мисли, те представљају својеврстан одговор на преломне промене и историјске догађаје током међуратног периода.
Управо зато је професор Јеарџић позвао познате историчаре да буду чланови докторске комисије, коју су сачињавали професори и академици Дејан Медаковић, Драгољуб Јеремић, Андреј Митровић и Лазар Трифуновић. Дисертацију је одбранила 23. јуна 1981. године. Диплому су потписали декан Филозофског факултета Драган Срејовић као и ректор Војислав М. Петровић, 28. октобра 1981. године.
По савету свог ментора академика Радослава Јеарџића, превела је своју дисертацију на енглески језик, како би била доступна читаоцима и ван граница наше земље. Енглески превод је био објављен под насловом Tradition and Avant-Garde, Literature and the Arts 1918-1941. у познатој серији Источноевропских монографија, 1984. године у Њујорку. Следила је друга књига, која је обухватала период од 1900. го 1918. године, под насловом Tradition and Avant-Garde, Literature and Art in Serbian Culture, 1900-1918, објављена 1988. Обе књиге биле су даље објављиване и код других издавача, као и на интернету, и касније на српском језику у узмењеној верзији под насловом Успони српске културе, где је приказала развој српске културе, почевши са првим деценијама двадесетог века, тачније 1900-1918, да би потом у другом тому осветлила даљи развој српске књижевности и уметности у међуратном периоду 1918-1941. Ове књиге објавио је Зоран Стојановић у својој Издавачкој књижарници 2008. године и имале су неколико издања.